# Rainer Oberbauer
Rainer Oberbauer (* 13. Juni 1964) ist ein österreichischer Mediziner und Hochschullehrer an der Medizinischen Universität Wien.

## Leben und Wirken
Oberbauer wurde 1964 geboren. absolvierte 1990 ein Studium der Humanmedizin an der Universität Wien. Er ist Facharzt für Innere Medizin, Nephrologie und Internistische Intensivmedizin. Er absolvierte wissenschaftliche Auslandsaufenthalte an der Stanford University, der Harvard University, der Universität Zürich und der Semmelweis-Universität. Seit 2014 leitet er die Klinische Abteilung für Nephrologie und Dialyse der Medizinischen Universität Wien/AKH.
Sein Forschungsschwerpunkt ist die klinische und genetische Epidemiologie von Nierenerkrankungen.